# Guvernementet Cherson
Guvernementet Cherson var ett guvernement i södra delen av Kejsardömet Ryssland, 1802-1920.
Det omgavs av Bessarabien, Podolien, Kiev, Poltava, Jekaterinoslav, Taurien och Svarta havet. Det hade en yta på 70 801 km2 2 733 612 inv. (1897, därav 28,8 procent i städerna).
Det var till större delen ett stäppland, vid havet enformigt och ofruktbart, längre inåt bördigt. Skog fanns blott i norra delen. Landet genomflöts av Dnepr, Dnestr och Södra Bug samt dennas bifloder Ingul och Ingulets.
Klimatet var  på sommaren torrt och hett, på vintern kallt; årsmedeltemperaturen var 7,5°–12° C. Sedan Kejsardömet Ryssland kom i besittning av Cherson, har det förr öde och nästan obebodda landet blivit uppodlat och befolkat genom tyska och bulgariska kolonister. Alla sädesslag odlades, även sydfrukter kunde drivas till mognad, och man har till och med gjort försök med odling av bomullsbusken. De stora grässlätterna föder en stor mängd hästar, hornboskap och får. Fisket utgjorde också en viktig näringsgren. Huvudgrenarna i industrin var yllemanufakturer och kvarnindustri.
Invånarna var ryssar, ukrainare, kosacker, polacker, serber, bulgarer, moldavier, greker, armenier, tyskar och judar. De flesta tillhörde den grekisk-katolska kyrkan (84 procent), omkring 50 000 den romersk-katolska och lika många den protestantiska. Judarnas antal uppgick till omkring 130 000 och guvernmementet ingick i det judiska bosättningsområdet i Kejsardömet Ryssland. En del av Cherson avträddes genom freden i Iasi 1792 av Osmanska riket.
Guvernementet indelades som mest i sju kretsar (ujezd): Alexandria, Cherson, Ananiev, Tiraspol, Jelizavetgrad, Odessa och Bobrynets.